# Leonard Woolley

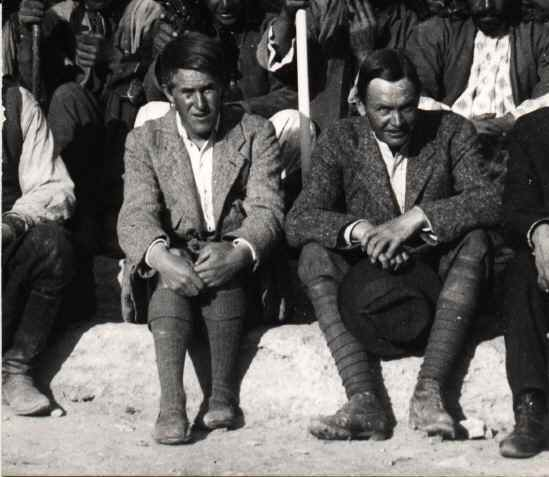
Leonard Woolley (dreta) i T. E. Lawrence a Karkemish, Siria (1913).

Sir Charles Leonard Woolley (Upper Clapton, Gran Londres, 17 d'abril de 1880 − 20 de febrer de 1960) va ser un científic arqueòleg especialment conegut per les seves excavacions a Ur de Mesopotàmia. Ell es considerava un dels primers arqueòlegs "moderns", va ser nomenat cavaller el 1935 per les seves contribucions a la disciplina de l'arqueologia.

## Vida
Leonard Woolley era fill de sacerdot i va ser germà de Geoffrey Harold Woolley i George Cathcart Woolley. Va néixer en el número 13 de Southwold Road, Alt Clapton, en el modern Hackney de Londres i va estudiar a l'Escola St John's School, Leatherhead i New College, Oxford.
El 1927 es va casar amb la seva ajudant Katharine Menke.

## Treball
El 1905, Woolley es va convertir en el conservador auxiliar del Ashmolean Museum, (Oxford). Pel 1906 va anar voluntari amb l'equip d'Arthur Evans a les excavacions del jaciment romà a Corbridge, on va començar la seva carrera com a excavador. T. Lawrence E. va treballar amb Woolley en l'excavació de la ciutat hitita de Karkemish, 1912-1914. La seva obra a Ur (a càrrec de la col·laboració entre el Museu Britànic i la Universitat de Pennsilvània) es va iniciar el 1922, i va fer importants descobriments en el curs de les excavacions dels cementiris reials en les quals va trobar un bou de Coure i el Moltó dels matolls. La novel·la Assassinat a Mesopotàmia de l'escriptora Agatha Christie, va estar inspirada en el descobriment d'aquestes tombes reials. Christie després es casaria amb el jove assistent de Woolley.
La ciutat d'Ur, que es troba en l'actual Iraq, va ser el lloc de l'enterrament de la reialesa Sumèria. Woolley va descobrir tombes de gran riquesa material i dins d'aquestes aparegueren pintures de l'antiga la cultura Sumèria, juntament amb copes d'or i joies de plata, i altres mobiliaris. La tomba més extravagant va ser la de la reina Pu-Abi. Malgrat que la tomba de la reina Pu-Abi havia sigut saquejada, es van poder trobar diversos objectes, entre ells, un segell cilíndric que portava el seu nom en Sumeri. El seu cos va ser trobat enterrat juntament amb els de dos assistents, qui suposadament havien estat enverinats per tal de continuar oferint-li els seus serveis després de la mort. Woolley va ser capaç de reconstruir la cerimònia fúnebre de Pu-Abi amb els elements trobats a la seva tomba.
El 1936, després dels seus descobriments a Ur, Woolley estava interessat a trobar els vincles entre l'antic Egeu i les civilitzacions de Mesopotàmia. Això el va portar a la ciutat d'Al Mina (Síria) i,del 1937 al 1939, a Alalakh.

## Segona Guerra Mundial
La seva carrera arqueològica va ser interrompuda per l'entrada del Regne Unit en la Segona Guerra Mundial, i va passar a formar part de la Secció de Monuments, Belles Arts i Arxius dels exèrcits aliats.
Després de la guerra, va tornar a Tell Atchana, on va continuar treballant des de 1946 fins a 1949.

## Llibres
- Digging Up The Past (1930)
- Abraham. Recent discoveries & Hebrew Origins (1936)
- Ur of the Chaldees: A Record of Seven Years of Excavation (1950)
- Spadework: Adventures in Archaeology (1953, ISBN 0-85617-798-9)
- Excavations at Ur: A Record of 12 Years' Work (1954, ISBN 978-0-8152-0110-6).